# Hukutaia Domain

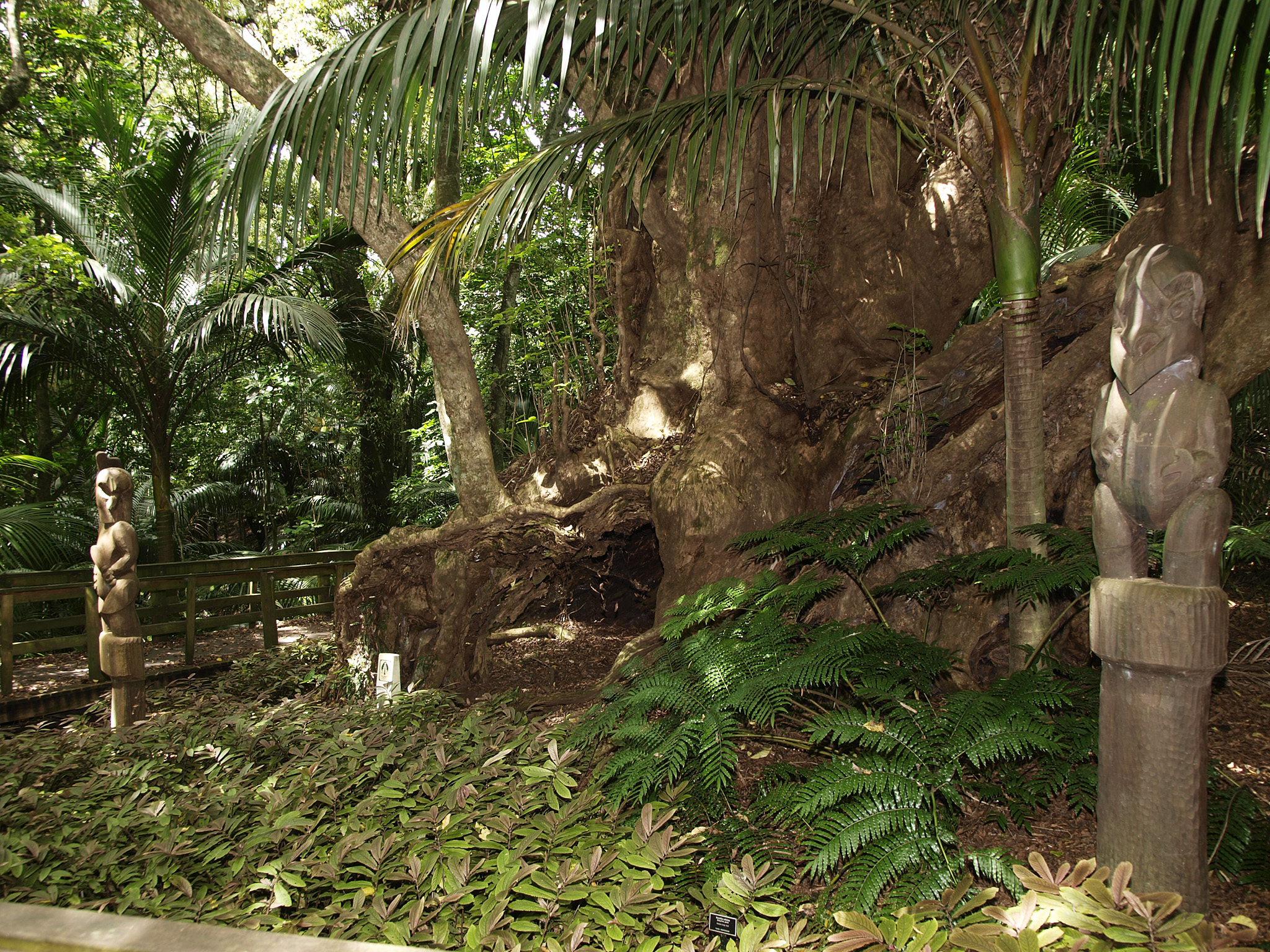
Puriri Burial Tree, Hukutaia Domain, Opotiki

Der Hukutaia Domain ist ein etwa 4,5 ha großer Park in Opotiki in der Region Bay of Plenty mit in Neuseeland natürlich vorkommenden, teilweise endemischen Bäumen und anderen Pflanzen. Der Park befindet sich knapp 8 km südlich des Stadtzentrums von Opotiki in den ansteigenden Hügeln des Tals des Waioeka River.

## Geschichte
1913 wurde in dem Gebiet des heutigen Parks ein sehr alter Puriri-Baum entdeckt. In einem Hohlraum am Fuße des Baums wurden Überreste menschlicher Knochen gefunden wurden. Untersuchungen ergaben, dass dieser Baum den Māori zur Bestattung gedient hat. Die Knochen von Verstorbenen wurden einige Jahre nach ihrem Tod mit besonderem Ritual ausgegraben, mit Eisenoxid bestrichen und dann in der Baumhöhle so beerdigt, dass sie von Feinden nicht gefunden werden konnten. Die Zeremonien schlossen manchmal auch die Opferung von Sklaven mit ein. Der Baum und seine Umgebung war den Maori heilig und jeder der diesen Ort entweihen würde, wäre nach dem Willen der Stammesgötter dem Tode geweiht.
Vertreter des Iwi Whakatōhea und der Stadt Opotiki bemühten sich, den Baum unter Schutz zu stellen. Nachdem 1918 die Regierung das Land des Woodlands Estate für die Rehabilitation von aus dem Krieg zurückgekommenen Soldaten gekauft hatte, wurde das Areal mit dem Baum unter Schutz gestellt. Im Juli 1926 wurde das Gelände, nachdem es durch Zukauf erweitert wurde, zum öffentlichen Besitz erklärt und bekam den Namen Hukutaia Domain. Es wurde ein Gremium gegründet, das sich um die Erhaltung und Pflege des Baums und des Umfeldes kümmern sollte. Schätzungen gehen davon aus, dass der "Burial Tree" (Bestattungsbaum), über 2.000 Jahre alt ist.

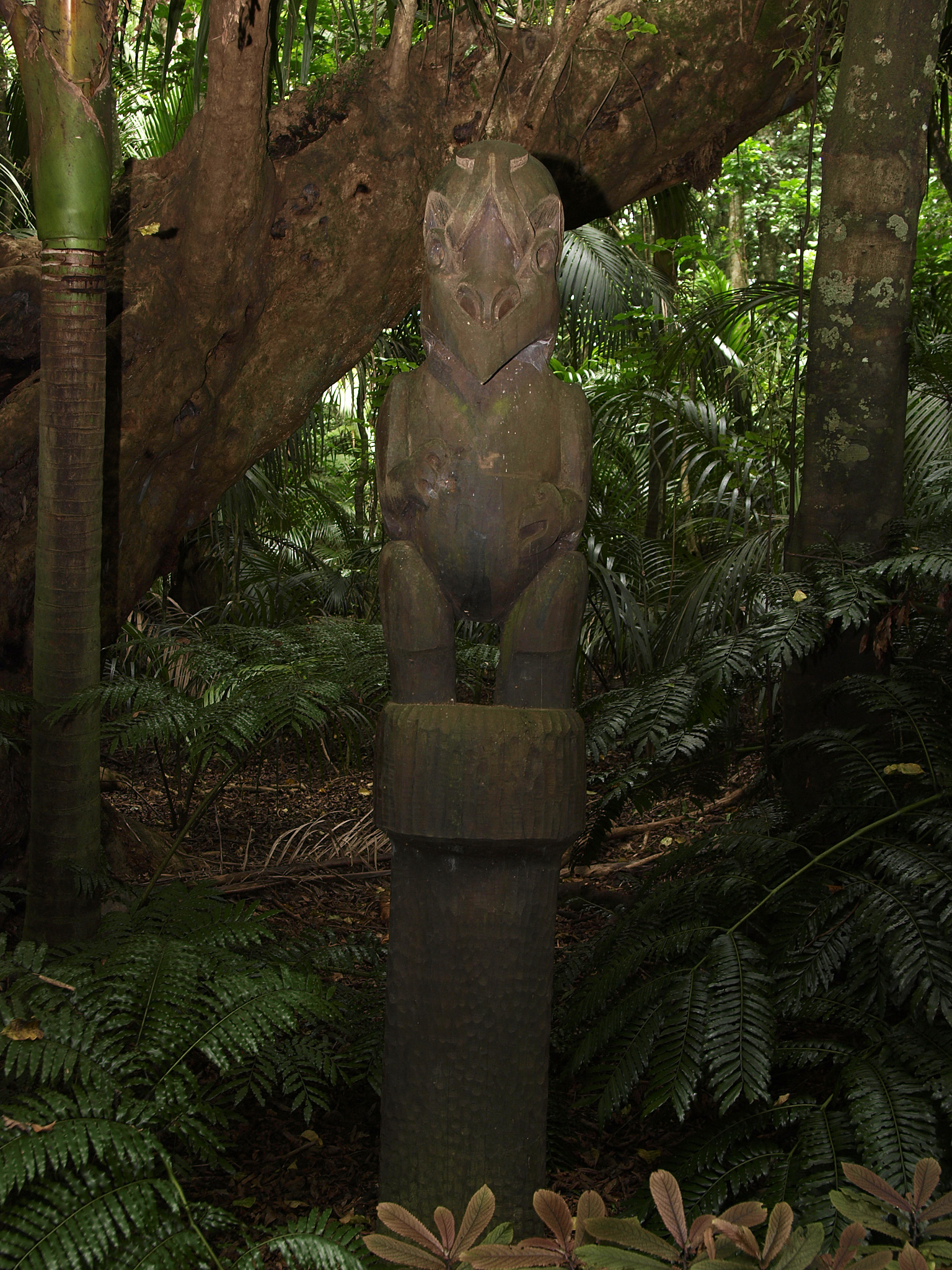
Eine der Holzskulpturen vor dem Burial Tree

1933 wurde der Amateurbotaniker Norman Potts Vorsitzender des Verwaltungsgremiums. Er machte Rundreisen durch Neuseeland, sammelte heimische Bäume und Pflanzen und pflanzte sie in auf der Hukutaia Domain an. Pflanzen europäischen Ursprungs galten als „Unkraut“ und wurden verbannt. Er starb am 16. November 1970 im Alter von 84 Jahren. Für weitere zwanzig Jahre übernahm Marc Heginbotham diese Art der Heimatpflege. Heute tun dies Freiwillige unter Aufsicht des Hukutaia Domain Advisory Committee.

## Heute
Der Park wirkt heute wie ein neuseeländischer Urwald, dicht bewachsen und scheinbar in seiner natürlichen Entwicklung belassen. Die zahlreichen kleinen Hinweisschilder zur Kennzeichnung und Benennung der Arten und ein wenige Erklärungstafeln weisen auf den menschlichen Einfluss hin.
In dem Park befinden sich heute geschätzte 7.000 Exemplaren aus 1.500 unterschiedlichen Arten. Mit Abstand herausragendstes Exemplar ist aber der Puriri (Vitex lucens) mit seinem hohen Alter, einem Umfang von rund 21 Metern und einer Höhe von etwas über 21 Metern.